# Сидиновка
Сидиновка (укр. Сидинівка) — село в Бродовской городской общине Золочевского района Львовской области Украины.
Население по переписи 2001 года составляло 224 человека. Занимает площадь 0,979 км². Почтовый индекс — 80606. Телефонный код — 3266.